# Juniper (album)
Juniper je třetí studiové album velšské hudební skupiny Slowly Rolling Camera. Vydáno bylo v červenci 2018 společností Edition Records. Jedná se o první album, které kapela nahrála po odchodu zpěvačky Dionne Bennett, a jde tak o vůbec první instrumentální desku skupiny. Kromě členů kapely se na desce podílelo několik hostů a doprovodných hudebníků. Producenty alba byli členové skupiny.

## Seznam skladeb
Autorem všech skladeb je Dave Stapleton.
1. Juniper – 7:45
2. Helsinki – 5:56
3. A Thousand Lights – 2:47
4. Hyperloop – 5:30
5. Crossings – 7:08
6. Nature's Ratio – 1:57
7. The Outlier – 5:31
8. Eight Days – 5:53

## Obsazení
Slowly Rolling Camera
- Dave Stapleton – klávesy
- Deri Roberts – elektronika
- Elliot Bennett – bicí

Ostatní hudebníci
- Stuart McCallum – kytara
- Neil Yates – trubka
- Nicolas Kummert – saxofon
- Mark Lockheart – saxofon
- Aidan Thorne – kontrabas
- Tom Barford – tenorsaxofon, sopránsaxofon
- James Copus – trubka
- Sam Glaser – altsaxofon